# Diebstahl alla turca
Diebstahl alla turca (Originaltitel: Hırsız var!, dt. „Da ist ein Dieb!“) ist ein türkischer Spielfilm aus dem Jahr 2005 unter der Regie von Oguzhan Tercan nach einem Drehbuch von Haluk Özenç mit Haluk Bilginer, Mehmet Ali Erbil und Birol Ünel in den Hauptrollen. In Deutschland fand der Film einige Beachtung, da in ihm auch zwei deutsch-türkische Schauspieler, Birol Ünel und Fatih Akın, in Hauptrollen zu sehen sind. Der in der Türkei erfolgreiche Film lief außer in seinem Produktionsland auch in einer Reihe weiterer europäischer Länder. In Deutschland hatte er am 10. Februar 2005 Premiere.
Kino.de schrieb zur Premiere des Films in Deutschland: „Hirsiz Var!: Türkische Krimikomödie, in der brisante aktuelle Themen und fünf völlig unterschiedliche Personen zusammen treffen.“

## Handlung
Eines Nachts kreuzen sich zufällig die Wege von Binnur, der Witwe eines korrupten Geschäftsmannes, des exzentrischen Modeschöpfers Seçkin, des stereotypen Topmodells Ceren, eines bestechlichen Geschäftsmannes, eines organisierten Kriminellen, eines professionellen Diebes und eines Journalisten der Yellow Press.
Zwei kleine türkische Gauner, die aus Deutschland angeheuert worden sind, sind nach dem Tod eines Milliardärs, der durch illegale Praktiken zu seinem Vermögen gekommen ist, damit beauftragt, wertvolle Bilder aus dessen wertvoller Kunstsammlung, die gerade für eine Auktion vorbereitet wird, zu stehlen. Dabei kommen sie einem Gangster anderen Kalibers in die Quere. Der Zufall will es, dass sie beobachten, wie der Gangster seine Ex-Geliebte, ein Model, das diesem zu gesprächtig geworden ist, töten will. Die flüchtende Frau sucht dann auch noch ausgerechnet bei den beiden Gaunern in deren Wagen Schutz.
In der Folge kommt es zu zahlreichen Verfolgungsjagden, Rangeleien und Streitigkeiten. Pamir, einer der beiden Gangster, fühlt sich zunehmend zu dem Model Ceren hingezogen und auch die junge Frau erwidert seine Gefühle, was weitere Schwierigkeiten mit sich bringt und mehr als einmal zu Missverständnissen führt.
Die Komödie übt im Rahmen der verschiedenen Handlungsstränge heftige Sozialkritik.

## Produktion

### Veröffentlichung, Budget, Erlös
Premiere hatte der Film am 21. Januar 2005 in der Türkei. In Österreich, Deutschland und den Niederlanden wurde er am 10. Februar 2005 veröffentlicht, im Vereinigten Königreich am 11. Februar 2005 und in Belgienam 16. Februar 2005 sowie in der Schweiz (deutschsprachige Region) am 17. Februar 2005. Am 28. Mai 2005 war er erstmals in Australien zu sehen. In Russland trägt der Film den Titel Осторожно, вор!, der englische Titel lautet Robbery Alla Turca.
Dem Film, der in Istanbul in der Türkei von Imaj Film gedreht wurde, stand ein Budget von geschätzt 2 Millionen Dollar zur Verfügung. Er spielte knapp 4.700.000 ein.

### Soundtrack
- Çekicek Kulaklarimi von Iskender Paydas und Isra Gülümser. Vortrag: Ayça
- Paranin Ne Önemi Var von Özdemir Erdoğan. Vortrag: Göksel
- Ya Allah von Iskender Paydas. Vortrag: Iskender Paydas, Tarkan Gözübüyük & Demir Demirkan
- El Tempo von Iskender Paydas. Vortrag: Can Sengün, Iskender Paydas & Mustafa Egemen
- Latinoglu von Iskender Paydas & Isra Gülümser
- Om von Iskender Paydas. Vortrag: Emir
- Sis von Iskender Paydas & Tolga Kiliç
- 2 LM, Trafik und Fransiz Busesi von Iskender Paydas
- Geri Dönmeyenler von Iskender Paydas

## Kritik
Auf der türkischen Seite Beyazperde fasste Ali Ercivan seine Kritik wie folgt zusammen: Der Film, der mit seinen Darstellern, allen voran Haluk Bilginer und Mehmet Ali Erbil, auf sich aufmerksam macht, kann als Krimikomödie türkischer Prägung bezeichnet werden. Der Film erzähle die Ereignisse mit der Sprache der Komödie und sei ein wunderbares Beispiel dafür, was passieren könne, wenn die Welten von Mafia, Boulevardpresse, Mode und Finanzen zusammenkommen würden. Eine besondere Farbe verrleih Suna Pekuysal, die eine Rentnerin spiele, dem Film mit dieser Rolle.
Die Redaktion der Zeitschrift Prisma befand: Eine recht witzige, routiniert in Szene gesetzte Krimikomödie […]. In der Rolle des Modedesigners Seckin überzeugt […] Haluk Bilginer.
Die Redaktion des Filmdienstes konnte dem Gangsterfilm wenig abgewinnen, dort hieß es: „Rasante, aber banale und tendenziell sexistische Gangsterkomödie, die auch durch die Auftritte von Fatih Akin und Birol Ünel als Gauner nicht besser wird. – Ab 12.“
Die Kritiker von Kino.de sprachen von einer „turbulenten türkischen Kriminalkomödie im Digicam-Format über einflussreiche Randgruppen der Gesellschaft, die ungewohnte Bündnisse“ schlössen. In der „actionreichen Krimikomödie“, die mit „deutschen Untertiteln in die Kinos“ komme, würden „Themen wie Finanzen, Medien, Unterwelt und Boulevardpresse zusammenkommen“.